# Irene Hauser
Pour les articles homonymes, voir Hauser.
Irene Hauser, née le 19 mars 1901 à Waidhofen an der Ybbs, en Autriche, et morte le 11 septembre 1942 au Camp d'extermination de Chełmno, en Pologne, est une juive autrichienne déportée de Vienne vers le ghetto de Lodz, ayant choisi de suivre son mari, Léo, et emmenant leur fils lors de cette déportation. Son fils, Eric, et elle sont emmenés lors du transfert des enfants et des personnes âgées de Lodz vers un camp de concentration. 
Les deux sont gazés le 11 septembre 1942, 5 jours après leur arrivée au Centre d'extermination de Chełmno. 
Elle écrit un journal décrivant leurs situations de juin à septembre 1942.

## Biographie

### Enfance, éducation et débuts
Irene Hauser fait partie des près de 15 000 personnes juives du ghetto de Vienne qui sont déportés en une semaine vers des camps de concentration en 1942. Arrivée avec son mari et son fils, elle meurt peu après.

### Parcours
Irene Hauser est une juive autrichienne déportée du ghetto de Vienne, ayant choisi de suivre son mari et son fils lors de la déportation des enfants et des personnes âgées. Ils sont gazés le 11 septembre 1942, 5 jours après leur arrivée au Centre d'extermination de Chełmno.
Irene Hauser est auteure d'un journal 'diary' où elle raconte le quotidien entre le 15 juin et le 8 septembre 1942,,,.